# 土浦市立山ノ荘小学校
土浦市立山ノ荘小学校（つちうらしりつ やまのそうしょうがっこう）は茨城県土浦市本郷にかつて存在した公立小学校。

## 沿革
（この節の出典）
- 1872年（明治5年）‐学制が発布、沢辺小学校が開校。
- 1875年（明治8年）‐永井小学校が開校。
- 1883年（明治16年）‐小野小学校が開校。
- 1908年（明治41年）‐沢辺小学校が廃校。沢辺小学校の児童は小野小学校へ通学。
- 1919年（大正8年）‐沢辺の児童は、斗利出小学校へ通学。
- 1947年（昭和22年）‐新学制が発足する。
- 1952年（昭和27年）11月20日‐永井小学校、小野小学校が統合。山ノ荘村立山ノ荘小学校が設立。（創立記念日）
- 1955年（昭和30年）‐町村合併により、新治村が成立。新治村立山ノ荘小学校となる。
- 2006年（平成18年）‐新治村が土浦市に合併。土浦市立山ノ荘小学校となる。
- 2018年（平成30年）‐児童数の減少により、市内の藤沢小学校・斗利出小学校・新治中学校と合併して「新治学園義務教育学校」となる[2]。
  - 3月21日‐閉校式を開催。
  - 3月31日‐この日をもって閉校、66年の歴史に幕を下ろした。閉校時の児童数は86人。

## 校歌・校訓
- 校歌は、塚本勝義作詞、岩井清志作曲。
- 校訓は「なかよく げんきに ただしくはたらくよいこども」。